# Расмуссен, Матиас
Матиас Кнутсен Расмуссен (норв. Mathias Knutsen Rasmussen; родился 25 ноября 1997 года в Люнгдале, Норвегия) — норвежский футболист, полузащитник клуба «Юнион».

## Клубная карьера
Расмуссен начал профессиональную карьеру в клубе четвёртого дивизиона «Люнгдал» из своего родного города вместе со своим двоюродным братом Юлианом Рюэрсоном. Его отец Рогер Расмуссен играл за «Мандальскамератене». В 2013 году он дебютировал за основную команду в возрасте 15 лет. В 2014 году Матиас перешёл в «Старт». 2 ноября в матче против «Саннес Ульф» он дебютировал в Типпелиге в возрасте 16 лет. 10 апреля 2016 года в поединке против «Мольдё» Расмуссен забил свой первый гол за «Старт».
Летом 2016 года Матиас перешёл в датский «Норшелланн». 30 июля в матче против «Копенгагена» он дебютировал в датской Суперлиге. 28 мая 2017 года в поединке против «Брондбю» Расмуссен забил свой первый гол за «Норшелланн».
10 октября 2020 года подписал трехлетний контракт с кубом «Бранн». В Элитсерии дебютировал 17 октября 2020 в матче против «Мьёндален». В сезоне 2022 Расмуссен был признан «Игроком года» в первом дивизионе Норвегии.
В июне 2023 года подписал четырехлетний контракт с бельгийским клубом «Юнион». Дебютировал в бельгийской Про-лиги 28 июля против «Андерлехта».

## Достижения
«Юнион»
- Чемпион Бельгии: 2024/25
- Обладатель Кубка Бельгии: 2023/24
- Обладатель Суперкубка Бельгии: 2024